# L.S.F.
L.S.F. (chiamato anche L.S.F. (Lost Souls Forever)) è un singolo del gruppo musicale inglese Kasabian, il terzo estratto dal loro album di debutto Kasabian.
La canzone fu il primo pezzo dei Kasabian ad entrare nella Top 10 inglese, arrivando al decimo posto.

## Video musicale
Il video ufficiale del brano mostra la band esibirsi in una prigione femminile.

## Utilizzo nei media
Il brano è stato inserito nella colonna sonora del videogioco FIFA Football 2004 e dei film Stealth - Arma suprema e 21. Inoltre la canzone è stata utilizzata nel 2005 in uno spot della Jaguar.

## Tracce
Testi di Sergio Pizzorno, musiche di Sergio Pizzorno e Christopher Karloff.
Mini CD
- PARADISE10

1. L.S.F. (Lost Souls Forever) – 3:19

- PARADISE11

1. L.S.F. (Jagz Kooner Remix) – 7:00
2. L.S.F. (Original Version) – 3:09

- PARADISE13

1. L.S.F. (Lost Souls Forever) – 3:19
2. L.S.F. (Jagz Kooner Mix Edit) – 3:13

Maxi CD
- PARADISE14

1. L.S.F. (Lost Souls Forever) – 3:19
2. Lab Twat – 3:18
3. Doctor Zapp – 3:32
4. L.S.F. (Jagz Kooner Mix Edit) – 3:13
5. L.S.F. (Video) – 3:49

Vinile 10"
- PARADISE15

1. L.S.F. (Lost Souls Forever) – 3:14
2. Club Foot (Live @ Cabinet War Rooms) – 4:10
3. L.S.F. (Jagz Kooner Mix - Full Version) – 7:00

Download digitale
1. L.S.F. – 3:19
2. L.S.F. (Jagz Kooner Mix Edit) – 3:13

## Classifiche
| Classifica (2004)         | Posizione massima |
| ------------------------- | ----------------- |
| Italia                    | 17                |
| Paesi Bassi               | 88                |
| Regno Unito               | 10                |
| Stati Uniti (alternative) | 32                |